# Ferreteria Bostón Pérez Zeledón
UISIL Pérez Zeledon es una equipo que juega en la Liga de Baloncesto Superior de Costa Rica, que vendría a ser la primera división de la disciplina en Costa Rica, representa al cantón de Pérez Zeledón ubicado al sur del país. Su sede es el gimnasio del polideportivo de Pérez Zeledón el cual tiene capacidad para albergar de 2500 a 3000 aficionados, su mayor logro fue lograr la tercera posición en el 2006.
- Datos: Q5860665